# Franz von Pocci

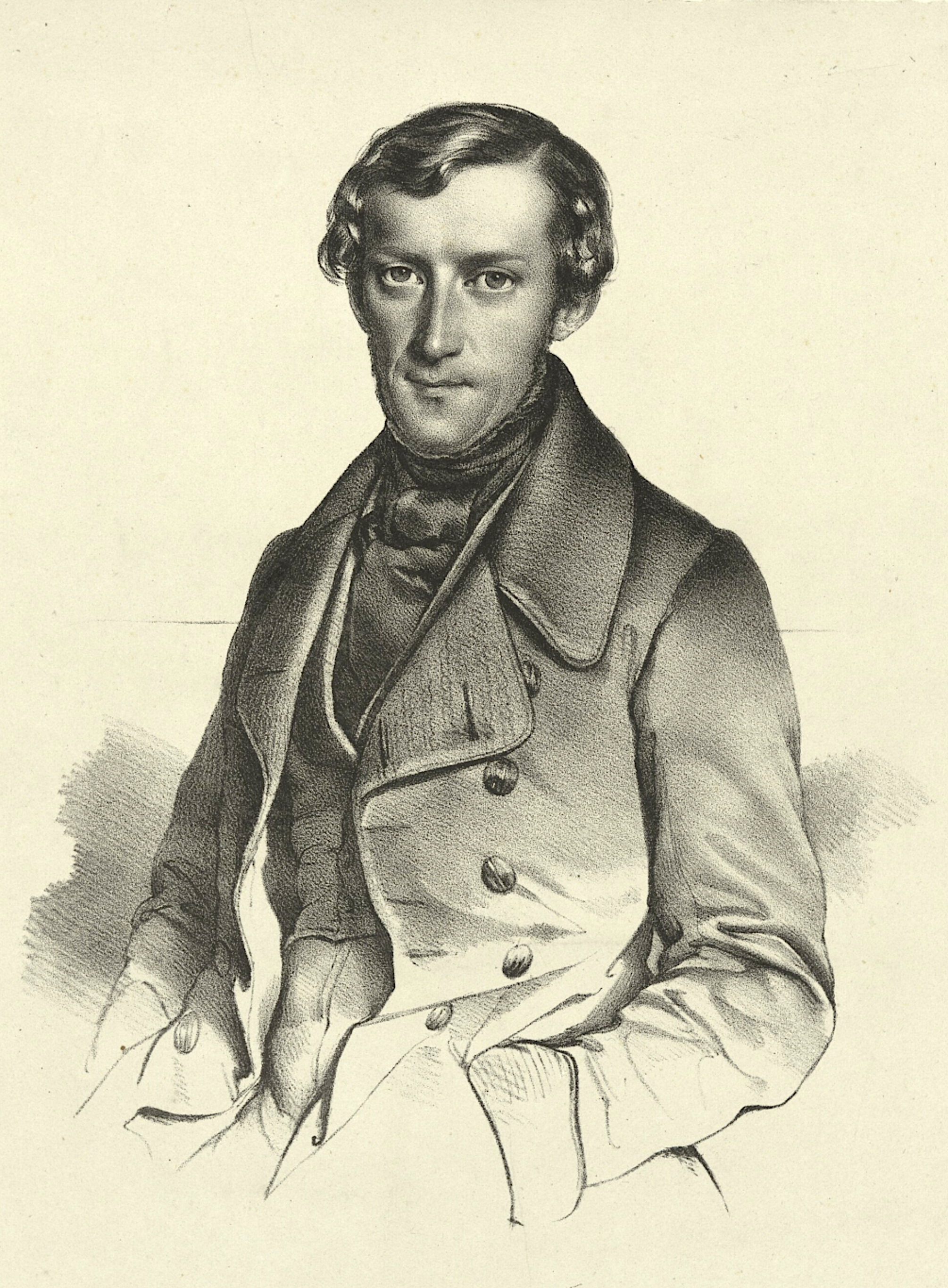
Franz von Pocci

Graf Franz Ludwig Evarist Alexander von Pocci ([pɔtʃi]) (* 7. März 1807 in München; † 7. Mai 1876 ebenda) war ein deutscher Zeichner, Radierer, Schriftsteller, Musiker und Komponist. Aufgrund seiner Werke für das Kasperl- und Marionettentheater wurde er auch als „Kasperlgraf“ bekannt.

## Leben
Franz von Pocci war der Sohn des aus Italien stammenden Offiziers Graf Fabrizio Evaristo von Pocci (1766–1844), der unter Kurfürst Karl Theodor in bayerische Dienste getreten war und es bei der Geburt von Franz von Pocci zum Generalleutnant und Obersthofmeister der Königin Karoline gebracht hatte. Seine Mutter war die Dresdner Baronin Xaveria von Posch. Er studierte Rechtswissenschaft und wurde 1826 Mitglied des Corps Isaria. Mit 23 Jahren wurde er Zeremonienmeister von Ludwig I. von Bayern. Dieser berief ihn 1847 zum Hofmusikintendanten und Ludwig II. ernannte ihn 1864 zum königlich bayerischen Oberstkämmerer.
Pocci unterstützte den Marionettentheater-Gründer Josef Leonhard Schmid beim schwierigen Genehmigungsverfahren für das Münchner Marionettentheater, für das Pocci ab 1858 zahlreiche Puppenspiele mit Stoffen aus alten deutschen Volksbüchern, Märchen, Opern und Theaterstücken schuf. Auf seinen Rat hin beantragte Schmid die Einrichtung eines Theaters für Kinder und Erwachsene.

## Werk

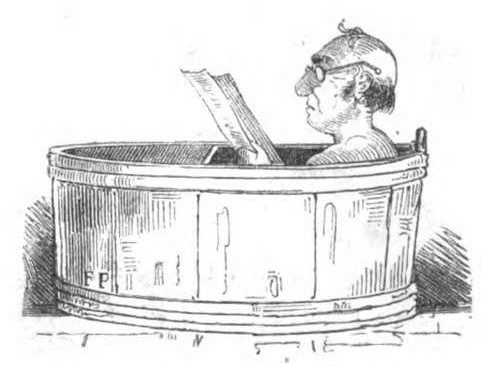
Im Bade, Illustration aus Der Staatshämorrhoidarius in der Wochenschrift Fliegende Blätter, 1845

Der „Kasperlgraf“ verfasste mehr als 40 Kasperlstücke für das Marionettentheater mit Themen aus der Märchen- und Sagenwelt sowie Beiträge für die Münchener Bilderbogen. Er war sehr kreativ und produktiv und hinterließ der Nachwelt unzählige Karikaturen und rund 600 Musikstücke, so zum Beispiel das Lied Wenn ich ein Vöglein wär.
Seine Kasperlgeschichten ranken sich um den Kasperl Larifari, der jedoch kein netter Held, sondern eine eher ambivalente Figur ist. Larifari weist auch dunkle Seiten auf und ist als ein nie erwachsen gewordener Erwachsener zu verstehen. Larifari hat keine Eltern, sondern wird von einem Zauberer in ein goldenes Ei hineingezaubert und einer Henne zum Ausbrüten gegeben. Er hat nie die Chance, in einer intakten Familie aufzuwachsen, und wird zum Blender, Trickser und Narzissten.
Zu seinen wichtigsten Werken zählt das Lustige Komödienbüchlein, das unter anderem die Kasperlgeschichten Kasperl unter den Wilden und Kasperl in der Türkei enthält.
Gleichwohl ist Pocci nicht der Erfinder des Kasperltheaters. Beispielsweise existierten davor schon in England der Mr. Punch oder im deutschsprachigen Raum der Hanswurst. Entstanden ist die Figur des Larifari im Salzburger Land als derbes Vergnügen, das Pocci in seinen Werken kultivieren wollte.
Pocci war zeitlebens ein geradezu besessener Zeichner. „Und hättʼ ich wohl an hundert Händʼ / mit Burgen kämʼ ich nie zu Endʼ!“, dichtete er selbst über seine Leidenschaft, ständig die Bildphantasie spielen zu lassen. Pocci schuf erfundene Landschaften und illustrierte seine Texte, konnte aber auch genauso gut mit unbestechlicher Schärfe seine Kollegen in Verwaltung und Künstlerschaft als Karikaturen aufspießen. So entstanden im Laufe seines Lebens tausende, überwiegend kleinformatige Zeichnungen. In den Fliegenden Blättern und im Münchener Bilderbogen erreichten seine Bildideen auch ein breites Publikum. Die Geschichte vom Staatshämorrhoidarius kann als erster deutschsprachiger Comic gelten.

## Mitgliedschaften und Ehrungen
Von 1837 bis 1875 war er Mitglied der Zwanglosen Gesellschaft München, für die er viele Zeichnungen und Radierungen fertigte.

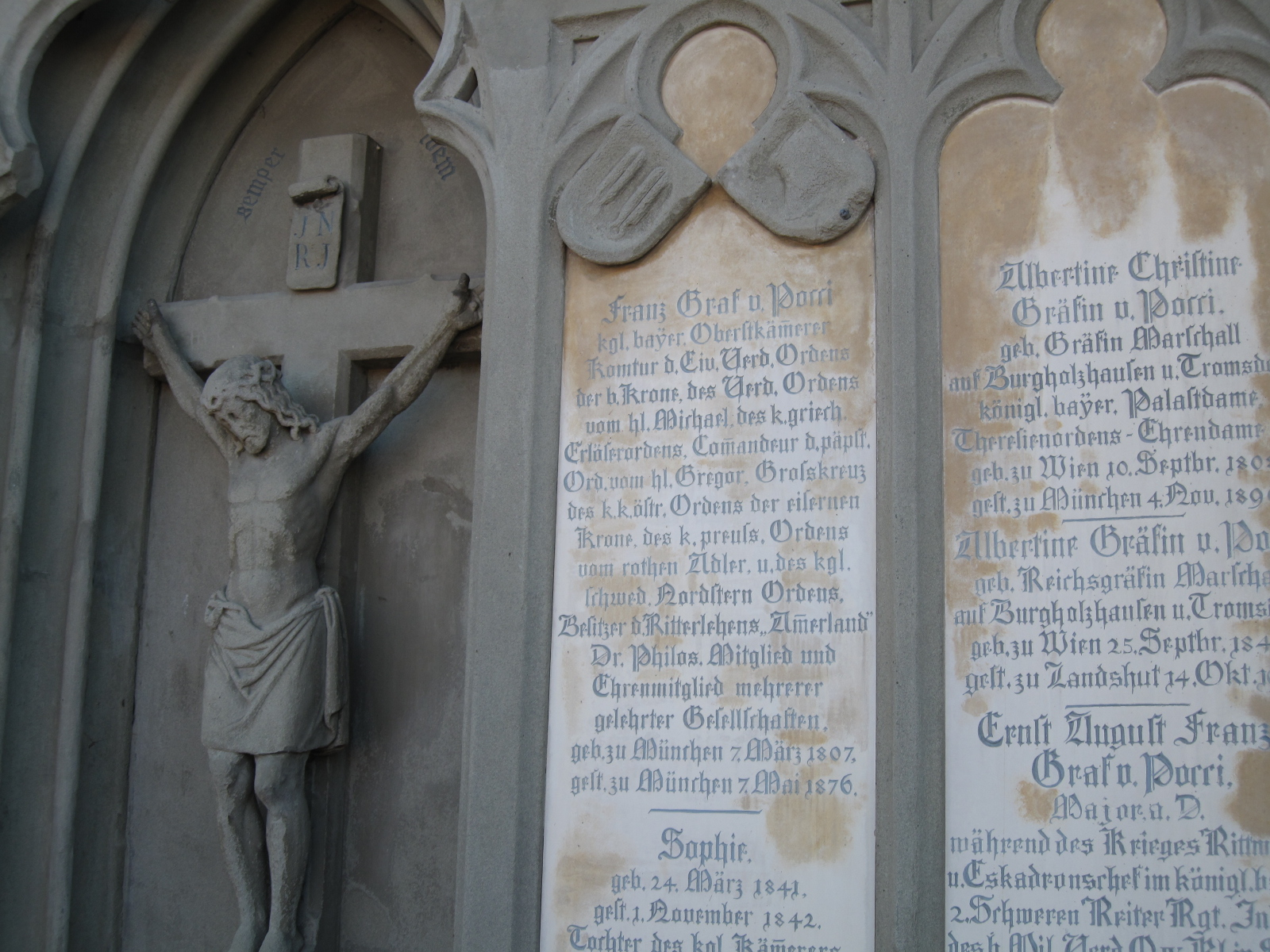
Münsing: Familiengrab

In München ist nach ihm die Poccistraße und die anliegende U-Bahn-Haltestelle benannt, in Landshut der Graf-Pocci-Weg und in Ingolstadt die Poccistraße.
Am 11. März 2006 wurde ihm zu Ehren in Münsing ein Denkmal errichtet: Poccis Sommerresidenz war für mehr als die letzten drei Jahrzehnte seines Lebens sein zu Münsing gehörendes Schloss Ammerland gewesen.
Zusätzlich wurde 2007 in München vor dem Marionettentheater anlässlich seines 200. Geburtstages ein weiteres Denkmal neben dem Eingang in der Blumenstraße aufgestellt. Geschaffen wurde es vom Künstler Ernst Grünwald. Seine Form erinnert an eine kleine transportable Bühne. Vor einem großen Porträt Poccis steht das Münchner Kindl, das den sich verneigenden Kasperl Larifari vorstellt.

## Nachlass
Der Nachlass wird in der Bayerischen Staatsbibliothek in München aufbewahrt und besteht aus großen Mappen, drei Bänden und drei Konvoluten. Darin sind sein Briefverkehr und Zeichnungen und Grafiken sowie Dichtungen enthalten. Ebenfalls sind auch das Archiv des Herrenclubs Zwanglose Gesellschaft und eine Sammlung seiner Druckschriften sowie ein umfangreiches Repertorium vorhanden. Der Nachlass ist in großen Teilen digitalisiert und wurde in das Verzeichnis national wertvoller Archive aufgenommen.
Anlässlich des 200. Geburtstages des Künstlers zeigte die Bayerische Staatsbibliothek vom 27. Juli bis 14. Oktober 2007 eine Ausstellung des Schriftstellers, Zeichners und Komponisten Pocci: Lebensdokumente, Briefe, Originalzeichnungen und Druckgrafiken aus seinem Nachlass.

## Werke

### Illustrationen
- Blumenlieder 1830
- Lieder für Knaben und Mädchen 1832
- Festkalender in Bildern und Liedern, geistlich und weltlich, hrsg. zusammen mit Guido Görres 1834–37
- Schneewittchen 1837
- Hänsel und Gretel 1838
- Kleiner Frieder 1838
- Schönröslein 1838
- Kindermärchen von A.L. Grimm 1839
- Fliegende Blätter. 1844–1856, Mitarbeit
- Geschichten und Lieder mit Bilder 1841–45
- Sechs Märlein von Schreiber 1842
- Alte und neue Soldatenlieder 1842
- Jägerlieder 1843
- Studentenlieder 1844
- Blaubart. Ein Märchen 1845
- Kinderheimat in Liedern und Bildern von Friedrich Güll 1846
- Schattenspiel 1847
- Münchener Bilderbogen 1848–1866 (insg. 29 Bogen), Mitarbeit
- Der Osterhas. Eine Festgabe für Kinder 1850
- Andersens Märchen 1851
- Alte und neue Kinderlieder. Mit Bildern und Singweisen hrsg. zusammen mit Karl von Raumer, 1852 (urn:nbn:de:bvb:12-bsb11161108-1)
- Lustiges Bilderbuch 1852
- Altes und Neues 1855–1856
- Der Staatshämorrhoidarius, in: Fliegende Blätter 1845, Neuausgabe München 1957
- Landknechtslieder 1861
- Totentanz 1862
- Lustige Gesellschaft 1867
- Viola Tricolor 1876

### Dichtungen und Schriften

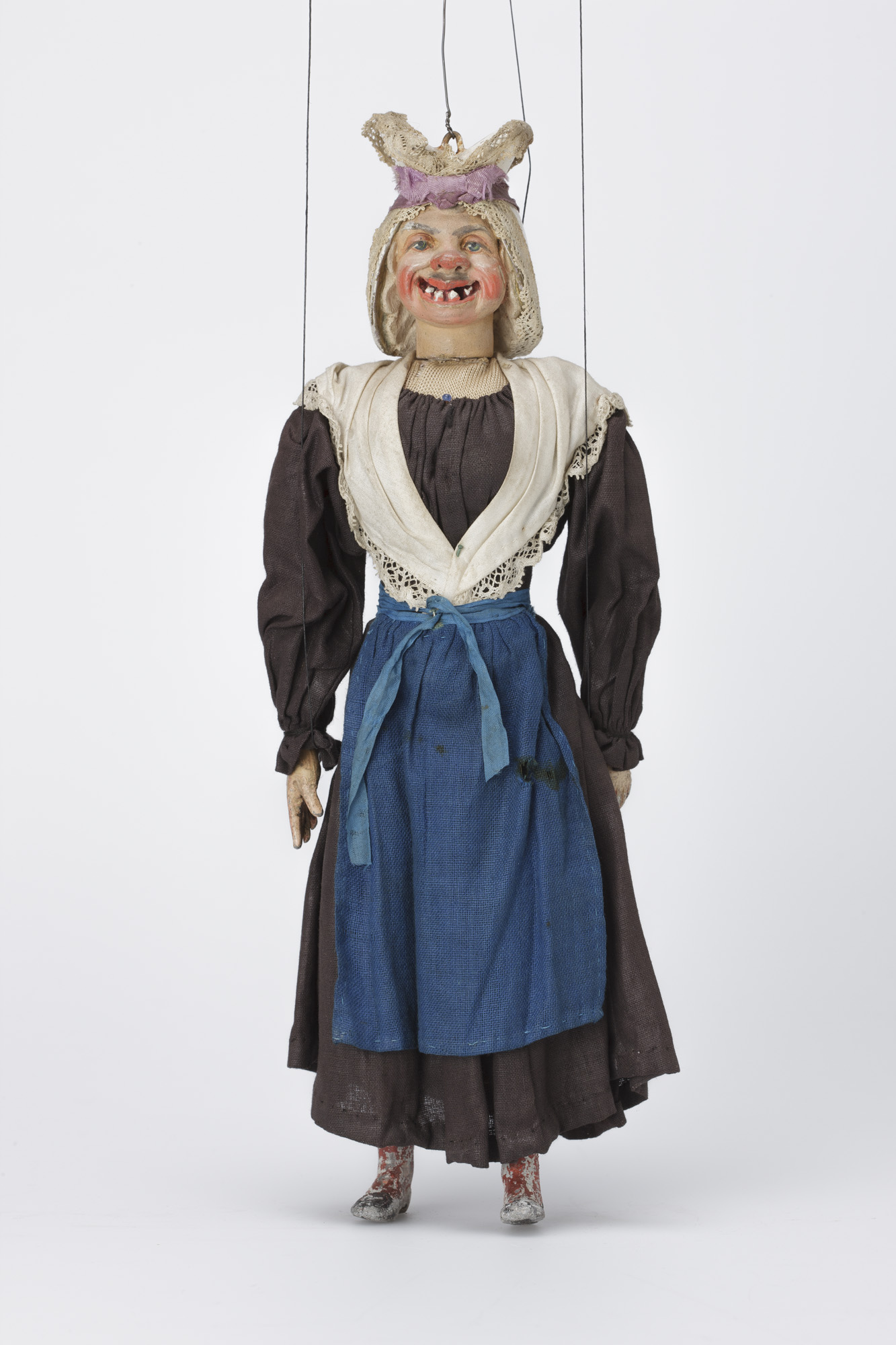
Marionette Frau Moosmayerin zu von Poccis 1872 uraufgeführtem Schicksalsdrama Kasperl wird reich;
Münchner Stadtmuseum, Sammlung Puppentheater, Schaustellerei

- Spruchbüchlein mit Bildern für Kinder 1838
- Ein Büchlein für Kinder 1842
- Dichtungen 1843
- Old Englands Nagelfest 1845
- Blaubart: Ein Märchen. Erzählt u. gezeichnet von F. Pocci. Christian Kaiser, München 1845 (2. Aufl. 1846, Mikrofiche-Ausg. Saur, 1990–1994. 21 Mikrofiches in der Bibliothek der deutschen Literatur ISBN 3-598-52217-7) Digitalisat der Bibliothek der Princeton University bei Hathitrust
- Allerneuestes Spruchbüchlein 1850
- Dramatische Spiele für Kinder. München 1850
- Die Nacht im Walde 1851
- Was du willst. Ein Büchlein für Kinder 1854
- Neues Kasperl-Theater 1855: Kasperls Heldentaten; Kasperl als Professor; Madame Grethel; Kasperl als Nachtwächter; Kasperl in China; Die Prüfung. Ein beispielloses Spektakelstück
- Gevatter Tod 1855 (Volksdrama)
- Jahreszeiten 1856
- Bauern ABC 1856 (Volksdichtung)
- Michel der Feldbauer 1858 (Volksdrama)
- Das Ende der Romantik 1858
- Lustiges Komödienbüchlein. Bde. 1–6, 1859–77. (Werke (als Digitalisat und Volltext) von Franz von Pocci im Deutschen Textarchiv.)

Band 1 (1859): Prinz Rosenroth und Prinzessin Lilienweiß; Kasperl unter den Wilden; Heinrich von Eichenfels; Kasperl in der Türkei; Blaubart; Kasperl als Porträtmaler; Dornröslein
Band 2 (1861): Doktor Sassafras; Der Weihnachtsbrief; Die drei Wünsche; Die Taube; Munzl, der gestiefelte Kater; Prinz Herbed; Kasperl als Garibaldi
Band 3 (1869): Hansel und Grethel oder der Menschenfresser; Die stolze Hildegard oder Asprian mit dem Zauberspiegel; Das Märchen vom Rothkäppchen; Albert und Bertha oder Kasperl im Sacke; Die Zaubergeige; Kasperl als Prinz
Band 4 (1871): Kalasiris, die Lotosblume; Das Schusserspiel; Die geheimnißvolle Pastete; Die sieben Raben; Das Glück ist blind; Waldkönig Laurin; Das Eulenschloß
Band 5 (1875): Aschenbrödel; Der artesische Brunnen oder Kasperl bei den Leuwutschen; Kasperl als Turner; Kasperl wird reich; Der Zaubergarten (Zwischenspiel); Crocodilus und Persea, oder der verzauberte Krebs; Schimpanse, der Darwinaffe
Band 6 (1877): Undine, die Wassernixe; Kasperl in der Zauberflöte; Die Erbschaft; Schuriburiburilchuribimbampuff oder Kasperl als Bergknappe (Zauberspiel in drei Aufzügen); Der gefangene Turko; König Drosselbart
- Karfunkel 1859 (Volksdrama)
- Gedenkblätter 1860
- Der wahre Hort 1864 (Volksdrama)
- Herbstblätter 1867
- Odoardo 1869 (Romantisches Schattenspiel)
- Giovannina 1871 (Schauspiel)

### Kompositionen
- Flug der Liebe 1826
- Sechs deutsche Lieder 1829
- Blumenlieder 1832
- Der Alchymist 1832 (Hofoper) UA 1840 in München
- Sechs Lieder als Frühlingsgruß – Sonate fantastique 1833
- Frühlingssonate 1834
- Bildertöne fürs Klavier – sechs altdeutsche Minnelieder 1835
- Sechs Lieder (als Weihnachtsausgabe) 1836
- Drei Duetten Trifolien 1838
- Drei Quartette, vier Duette 1849